# 레토로망스어군

레토로망스어

레토로망스어(Rhaeto-Romance)는 로망스어군의 한 분파로, 이탈리아 북동부와 스위스 동남부에 분포한다. 이름은 과거 이 지역을 가리키던 지명인 라이티아(Raetia)에서 유래했다.
레토로망스어에는 다음과 같은 언어가 속해 있다.
- 프리울리어
- 라딘어
- 로만슈어

## 같이 보기
- 서부 로망스어군